# Бохуслав Јосифек
Бохуслав Јосифек (чеш. Bohuslav Josífek; 31. децембар 1901. — 19. јули 1980) је био чехословачки војник и скијаш.
Јосифек је био је члан националног олимпијског тима заједно са Јоном Митленером, Јозефом Бимом и Карелом Бухтом војне патроле на Зимским олимпијским играма 1924. Те године чехословачки тим је освојио четврто место.